# Ander Rovira
Ander Rovira Roda (Bilbao, Vizcaya, 18 de agosto de 1999) es un actor vasco de cine, teatro y televisión.
Es conocido especialmente por su participación en la serie de televisión Irabazi Arte de ETB1 en la que interpreta el papel de Gorka.

## Biografía
Se formó en artes escénicas e interpretación en la escuela superior de artes escénicas Ánima Eskola donde cursó los estudios superiores de arte dramático con Marina Shimanskaya y Algis Arlauskas, formándose como actor de método, bajo la metodología Stanislavsky-Vajtángov-M.Chéjov-Meyerhold (método ruso).   
En 2018, interpretó la obra  El Casamiento, dirigida por Marina Shimanskaya, en la que interpretó el papel de novio. En 2019, interpretó la obra Tío Vanía, dirigida por Algis Arlauskas, en la que encarnó a Vanya. En el año 2021, la producción fue llevada a Moscú para escenificarla en el Festival Internacional de Teatro de Melijovo (Rusia). La obra fue premiada con el Premio a la Mejor Obra Extranjera en el Festival.
Estudió el grado en artes escénicas en la Escuela Superior de Arte Dramático de Euskadi (ESAD), donde se graduó en 2023. Interpretó la obra Neke Asko eta Ezer Ez , dirigida por Iñaki Rikarte, una adaptación de Mucho Ruido y Pocas Nueces creada por el dramaturgo Patxo Telleria.
En 2021 se unió al elenco de la serie de televisión Irabazi Arte de ETB1 en la que interpretó el papel de Gorka. También en 2021 participó en el Programa Especial de Navidad de EITB, Ene!Flix.
Rovira también ha trabajado en varios cortometrajes. Acompañó a Iñigo Cobo en la película documental sobre el grupo de música Eskorbuto Generación Anti-Todo (2018), que recibió nueve nominaciones en los Premios Goya 2020. En 2023, trabajó como modelo para Ural Create, el diseñador de ropa Jon Alkain y también fue vestido por él en los Premios FesTVal 2023.
También ha trabajado en publicidad, como en el anuncio Crush to Crush (si te cruje no es tu crush), un anuncio que denuncia la violencia machista que sufren los jóvenes en las redes sociales.

## Filmografía

### Cine
- 2020, El instante decisivo, dir. Teresa Latorre[16][17][18]
- 2020, Cartón, dir. Adrián Piedra
- 2019, Muere un bañista, dir. Íñigo Cobo
- 2018, Generación Anti Todo, dir. Íñigo Cobo (9 nominaciones en los Premios Goya 2020)
- 2017, Leche y Café, dir. Iván García y Udara Zubillaga
- 2010, Feliz cumpleaños, dir. Roberto San Sebastián

### Televisión
- 2021-2023, Ene!Flix, dir. Javier García de Vicuña, ETB1
- 2021-2023, Irabazi Arte, dir. Javier García de Vicuña, ETB1

### Teatro
- 2023, Neke Asko eta Ezer Ez (Mucho Ruido y Pocas Nueces), dir.  Iñaki Rikarte[19]
- 2019, Tío Vanya, dir. Algis Arlauskas
- 2018, El Casamiento, dir. Marina Shimanskaya

### Publicidad
- 2018. Crush to Crush.

## Premios y nominaciones

### Festival Internacional de Teatro de Melijovo (Rusia)
| Año  | Categoría                     | Obra de Teatro | Resultado |
| ---- | ----------------------------- | -------------- | --------- |
| 2021 | Mejor Obra Teatral Extranjera | Tío Vanya      | Ganadores |